# Brigitte Oetker
Brigitte Oetker (geb. Conzen) ist eine deutsche Kunsthistorikerin und ehemalige Professorin am Institut für Kultur und Medienmanagement der Hochschule für Musik und Theater Hamburg.

## Leben
Brigitte Oetker studierte Geschichte, Literatur und Kunstgeschichte in Aachen und in Rom. Von 1984 bis 1990 arbeitete sie in Köln als Geschäftsführerin des Kulturkreises der deutschen Wirtschaft im BDI e. V. und des ARA – Arbeitsring Ausland für kulturelle Aufgaben e. V.
Von 1989 bis 2019 war sie Herausgeberin des Jahresring – Jahrbuch für moderne Kunst.
In Leipzig war sie von 1994 bis 1996 zusammen mit Mechthild von Dannenberg und Christiane Schneider verantwortlich für das Projekt Kunst in der Leipziger Messe, für das 25 internationale Künstler permanente Installationen auf dem neuen Gelände der Leipziger Messe schufen. 1998 kuratierte Brigitte Oetker gemeinsam mit Christiane Schneider die Ausstellung MAI 98 in der Josef-Haubrich-Kunsthalle Köln. Seit 2007 hatte sie eine Professur für Aktionen und Akteure in der Bildenden Kunst am Institut für Kultur und Medienmanagement in Hamburg inne.
Von 2005 bis 2012 war sie Kuratoriumsmitglied des Kunsthistorischen Instituts in Florenz. 2008 kuratierte sie die Ausstellung Gedichte der Zukunft in der Galerie für zeitgenössische Kunst in Leipzig. Seit 2007 ist sie Mitglied des Stiftungsrats der Stiftung Charité und seit 2010 Mitglied des Kuratoriums der Freunde der Berliner Philharmoniker e. V.
Seit 2007 ist sie Mitglied des International Councils vom MoMA in New York.
Seit 2017 ist sie Mitglied des International Council des Centre Pompidou, Paris.
Sie ist Mitglied des Vorstands der ifa-Freunde des deutschen Pavillons auf der Biennale di Venezia und Vorsitzende des Villa Romana e. V., Florenz.
Sie ist verheiratet mit dem Unternehmer Arend Oetker.

## Schriften
- Projekte/Projects - Kunst in der Leipziger Messe - Art at the New Trade Fair Center Leipzig (hg. mit M. von Dannenberg und Christiane Schneider), Verlag Otto Lembeck, Ffm. 1996 ISBN 9783980372374.
- Realisation, Kunst in der Leipziger Messe (hg. mit Christiane Schneider), Oktagon Köln, 1997
- Mai 98. Positionen zeitgenössischer Kunst seit den 60er Jahren. Kunsthalle Köln, Katalog zur Ausstellung (hg. mit Christiane Schneider) Oktagon Köln, 1998 ISBN 3896110497.
- Gedichte der Fakten. Aus der Sammlung von Arend und Brigitte Oetker, hrsg. von Brigitte Oetker, Verlag der Buchhandlung Walther König 2008, ISBN 978-3-86560-525-2 Jahresringe (u.a.):
- Bd. 38 (mit Kasper König und H.U. Obrist) Der öffentliche Blick, Verlag Silke Schreiber 1991
- Bd. 42 (mit Laszlo Glozer) Garten der Lüste - 100 Jahre Biennale, Oktagon 1995
- Bd. 47 (mit Tom Holert) Imagineering - Visuelle Kunst und Politik der Sichtbarkeit, Oktagon 2000
- Bd. 51 (mit Vasif Kortun und Erden Ksosva) SzeneTürkei: Abseits, aber Tor!, Verlag der Buchhandlung Walther König 2004
- Bd. 56 (mit Yilmaz Dziewior) Wessen Geschichte - Vergangenheit in der Kunst der Gegenwart, Verlag der Buchhandlung Walther König 2009
- Bd. 57 (mit Susanne Pfeffer) MY WORK AND ME, Verlag der Buchhandlung Walther König 2010
- Bd. 60 (mit Nicolaus Schafhausen) Ökonomie der Aufmerksamkeit, Sternberg Press 2013
- Bd. 62 (mit Cord Riechelmann) Toward an Aesthetics of Living Beings - Zu einer Ästhetik des Lebendigen, Sternberg Press 2015
- Bd. 63 (mit Ute Meta Bauer) South East Asia Spaces of the Curatorial - Räume des Kuratorischen, Sternberg Press 2016
- Bd. 64 (mit Wolfgang Tillmans) Was ist anders?, Sternberg Press 2017 (dt., engl, + frz. Ed.)
- Bd. 65 (mit Nicolaus Schafhausen) Was wissen wir? Was haben wir? Was fehlt uns? Was lieben wir? (dt. + engl. Ed.) Sternberg Press 2018 und 2019